# Степанівка (Пологівський район)
Степа́нівка — село в Україні, у Гуляйпільській міській громаді Пологівського району Запорізької області. Населення становить 75 осіб (2001). До 2016 року орган місцевого самоврядування — Червоненська сільська рада.

## Географія
Село Степанівка розташоване за 113 км від обласного центру, 29 км від районного центру та 11 км адміністративного центру громади, на березі річки Гайчул, вище за течією на відстані 0,5 км розташоване село Межиріч, нижче за течією на відстані 0,5 км розташоване село Марфопіль.

## Історія
12 жовтня 2016 року,  в ході децентралізації, Червоненська сільська рада об'єднана з Гуляйпільськоою міською громадою.
12 червня 2020 року, відповідно до розпорядження Кабінету Міністрів України № 713-р «Про визначення адміністративних центрів та затвердження територій територіальних громад Запорізької області», увійшло до складу Гуляйпільської міської громади.
19 липня 2020 року, у результаті адміністративно-територіальної реформи та ліквідації Гуляйпільського району, село увійшло до складу Пологівського району.

## Населення
Відповідно з переписом УРСР 1989 року чисельність наявного населення села становила 92 особи, з яких 35 чоловіків та 57 жінок.
За переписом населення України 2001 року в селі мешкало 73 особи.

### Мова
Розподіл населення за рідною мовою за даними перепису 2001 року:
| Мова       | Відсоток |
| ---------- | -------- |
| українська | 92 %     |
| російська  | 8 %      |